# 원터치 캔

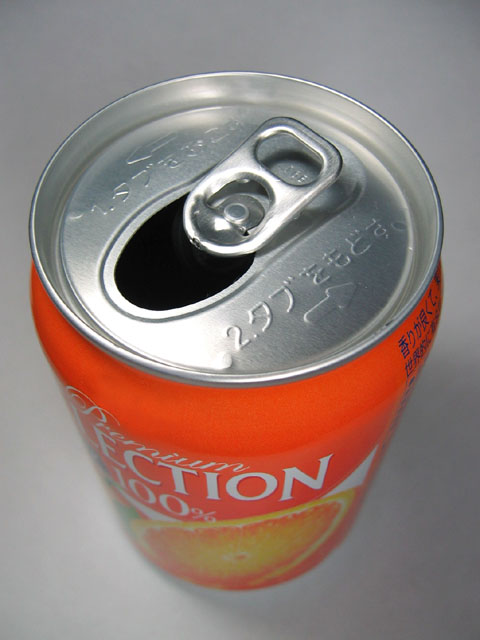
일반적인 원터치캔

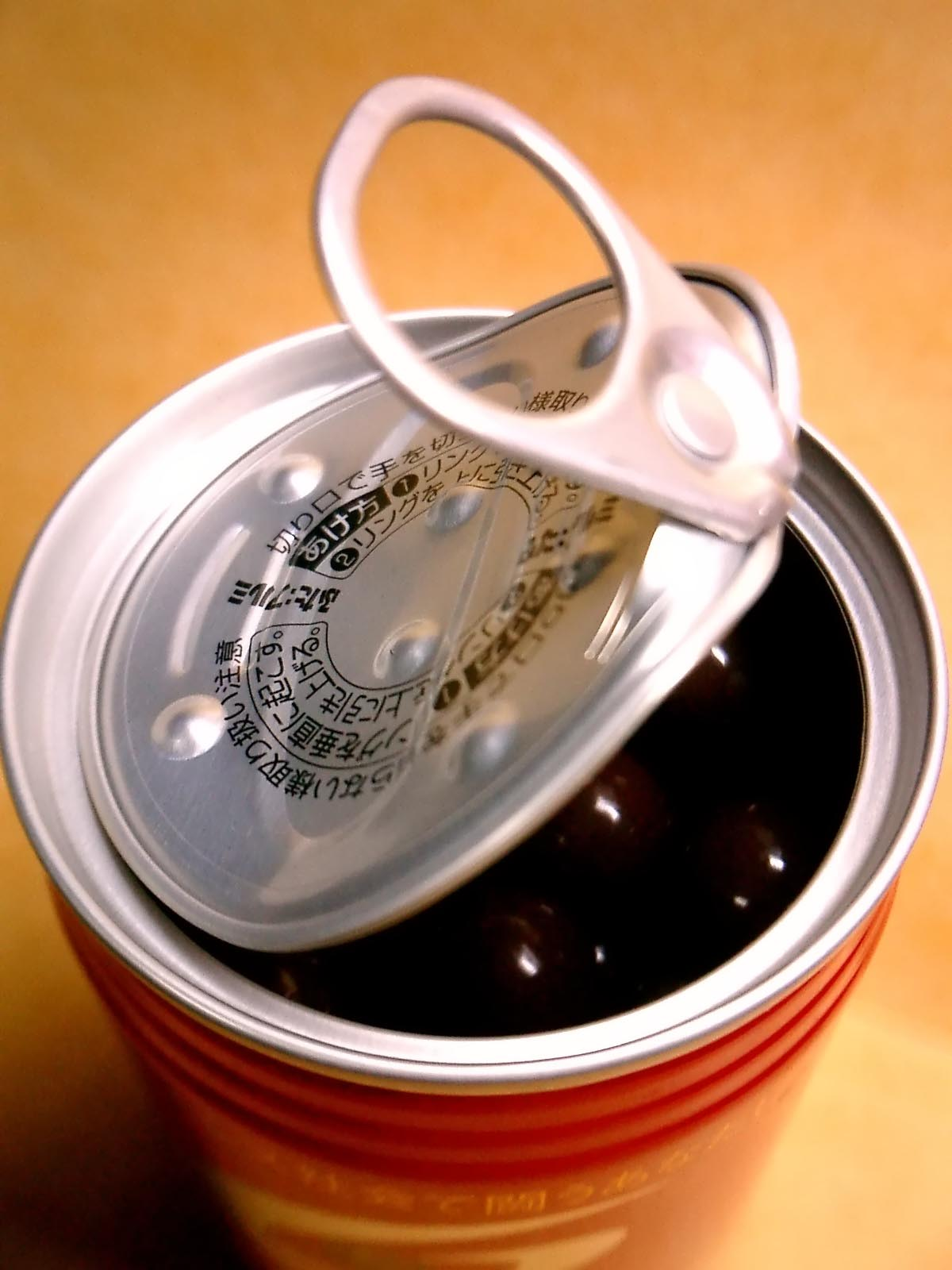
전체를 여는 원터치캔

원터치캔(Ring-Pull Can End)은 캔따개 등의 도구를 사용하지 않고 캔을 딸 수 있는 캔이다. 일반적으로 음료 캔의 경우 손잡이로 쉽게 딸 수 있지만, 통조림 계열의 원터치캔은 손목에 부상을 일으키는 등 부작용이 있어, 손질할 때 그만큼 애로사항이 많다. 이에 따라 통조림캔 손질 관련 부상 사고를 방지하기 위해 통조림용 원터치캔에 금속 덮개 대신 포일로 대체하여 손목부상 걱정을 줄이기 위한 안심따개 전용 통조림 제품을 아예 선보이는 경우도 있다.

## 같이 보기
- 플라스틱 병
- 포털:음료